# San José Chinantequilla
San José Chinantequilla és un poble indígena de Mèxic que pertany a la família lingüística mixe-zoque (mikse), Chinantequilla es localitza a l'estat d'Oaxaca, Mèxic a una alçada aproximada de 1.160 msnm. i té una població aproximada de 463 persones.

## Localització
Chinantequilla es localitza al nord de l'estat d'Oaxaca, a la Serra Mixe aproximadament a 85 km de la ciutat capital, al districte Mixe o també conegut com a Zacatepec. La regió s'estén des de la part serrana, molt accidentada, amb altures que arriben als 2.500 metres sobre el nivell de la mar, es tenen, per això, climes variats: fred-humit a la part muntanyosa; temperat semi-humit a la part mitjana i càlid-humit a la part baixa.